# وادي عتير
وادي عتير هو واد طويل يقع في النقب جنوب فلسطين يمتد من بلدة حورة إلى بلدة تل السبع على امتداد 45 دونمًا، وتقع على ضفتي الوادي تقع خمس قرى وتجمعات بدوية وهي سعوة، والزرنوق، والرويس، وخربة الوطن، ووادي الحمام ويقطنها 35 ألف عربي.